# Черповоди
Черпово́ди (колишня назва Чорновод та Черповод ) — село в Україні, в Паланській сільській громаді Уманського району Черкаської області. Розташоване на обох берегах річки Ятрань (притока Синюхи) за 23 км на південний захід від міста Умань. Населення становить 615 осіб (станом на 1 січня 2024 р.).

## Назва
Нині назва Черповод походить від двох слів "черпати" і "вода", тобто черпати (набирати) воду. А стара назва означала чорну воду, тобто селище з чорною водою. 

## Історія
В книзі 1895 року, автором якої є В.Б.Антонович, яка має назву "Археологическая карта Киевской губернии"  зазначено, що в села Чорновод є 8 курганів.
В книзі Л.І.Похилевича 1864 року "Сказання про населені місцевості Київської губернії" вказано, що Черповод село при р. Ятрань між Томашівкою та Рижавкою. Всього мешканців 1225; землі 2576 десятин. В один і той час разом з Рижанівкою (Рижавкою?) Черповод дістався Адаму Мощенському, а потім його сину Йосипу. Йосип Мощенський в 1843 році продав Черповод нинішньому власнику Михайлу Антоновичу Крижанівському. Церква Богословська , дерев'яна, 6 класу; землі має 39 десятин; збудована 1741 року. 
До ХХ століття мало назву "Черновод".
Під час Голодомору 1932—1933 років, тільки за офіційними даними, від голоду померло близько 200 мешканців села.

## Герої Другої Світової війни
Ногороджені орденом Вітчизняної війни I ступеня
- Романюк Афанасій Олексійович — також Орден Червоної Зірки та медаль "За оборону Сталінграда"
- Чернечук Іван Никонович
- Ткачук Нифонт Семенович
- Деренюк Василь Андрійович
- Рахнянський Павло Дементійович
- Безкоровайний Леонід Юхимович
- Ільченко Іван Степанович
- Олійник Федір Кирилович
- Вовненко Михайло Семенович
- Вовненко Іван Тимофійович
- Байдюк Андрій Харитонович
- Байдюк Петро Дмитрович
- Сологуб Олексій Семенович

Нагороджені орденом Вітчизняної війни II ступеня
- Яремчук Микола Васильович
- Яремчук Іван Антонович
- Яремчук Григорій Іванович
- Коваленко Павло Романович
- Коваленко Мефодій Дмитрович
- Кольба Тимофій Євменович
- Кольба Сергій Іванович
- Кольба Андрій Лукич
- Кир'язова Марія Іванівна
- Чернечук Давид Никонович
- Чеканюк Степан Йосипович
- Чеканюк Всеволод Йосипович
- Сигнаєвський Яків Давидович
- Соколинський Тимофій Анатолійович
- Деренюк Федір Карпович
- Деренюк Григорій Васильович
- Реверук Петро Купріянович
- Рахнянський Іван Дем'янович
- Романюк Михайло Омелянович
- Романюк Афанасій Олексійович
- Рябокобилюк Петро Миколайович
- Романенко Іван Васильович
- Метельський Тимофій Михайлович
- Мельник Михайло Петрович
- Мельник Дем' ян Трохимович
- Мельник Афанасій Андрійович
- Метельський Тимофій Михайлович
- Марущак Хома Матвійович
- Лупар Лукаш Федорович
- Ільницький Микола Ілліч
- Дідурик Леонід Андрійович
- Дідурик Олексій Лаврентійович
- Заєць Пилип Іларіонович
- Перенчук Мефодій Микитович
- Перенчук Дмитро Сидорович
- Олійник Євсей Іванович
- Олійник Андрій Пилипович
- Герняк Захарій Олексійович
- Найчук Валентин Полікарпович
- Завірюха Василь Карлович
- Головчук Дмитро Наумович
- Головчук Григорій Наумович
- Вовненко Марко Євтихійович
- Бабій Тимофій Данилович
- Бабенко Максим Омелянович
- Перенчук Максим Микитович

 Нагороджені Орденом Слави III ступеня
- Сигнаєвський Яків Давидович
- Хорохонько Гаврило Ілліч

 Нагороджені Орденом Червоної Зірки
- Деренюк Іван Петрович (двічі)
- Коваленко Олексій Трохимович — також медаль "За відвагу"
- Дідурик Леонід Андрійович — також медаль "За бойові заслуги", Орден Червоного Прапора, медаль "За перемогу над Німеччиною"
- Поліщук Леонід Іванович (двічі) — а також медалі: "За взяття Берліна", "За звільнення Варшави", "За перемогу над Німеччиною"
- Камінський Степан Іванович — а також медалі: "За взяття Кенігсберга", "За бойові заслуги", "За перемогу над Німеччиною"

Нагородженні медалями
- Деренюк Василь Авдійович — "За відвагу" (двічі) та "За перемогу над Німеччиною"
- Деренюк Дмитро Олексійович — "За відвагу" та "за перемогу над Японією"
- Деренюк Філімон Петрович — "За бойові заслуги"
- Коваленко Мефодій Дмитрович — "За бойові заслуги"
- Нижник Микола Кирилович — "За відвагу"
- Олійник Тимофій Ігнатійович — "За відвагу" та "За перемогу над Німеччиною"
- Олійник Яким Григорович — "За відвагу"
- Яремчук Іван Антонович — "За бойові заслуги"
- Бурлака Марко Михайлович — "За відвагу"
- Чеканюк Степан Йосипович — "За бойові заслуги", "За перемогу над Німеччиною", "За взяття Кенігсберга", "За оборону Сталінграда"
- Чеканюк Федір Захарович — "За бойові заслуги", "За оборону Ленінграда", "За перемогу над Німеччиною"
- Шуляк Григорій Карпович — "За відвагу", "За перемогу над Німеччиною"
- Метельський Іван Федосійович — "За бойові заслуги" та "За перемогу над Німеччиною"
- Чеканюк Терентій Захарович — "ЗА відвагу" та "За перемогу над Німеччиною"

## Населення
За даними перепису 2001 року в селі проживали 784 особи.

### Мовний склад
Рідна мова населення за даними перепису 2001 року:
| Мова       | Чисельність, осіб | Доля     |
| ---------- | ----------------- | -------- |
| Українська | 761               | 97,07 %  |
| Молдовська | 15                | 1,91 %   |
| Російська  | 7                 | 0,89%    |
| Інше       | 1                 | 0,13 %   |
| Разом      | 784               | 100,00 % |

## Відомі люди
- Цуркан Василь Андрійович (1978—2015), сержант Збройних сил України, учасник російсько-української війни.
- Корінний Володимир Іванович (нар. 1960), доцент, кандидат геологічних наук